# 13895 Letkasagjonica
13895 Letkasagjonica este o planetă minoră (asteroid), cu un diametru de 4,017 km, din centura de asteroizi. A fost descoperită pe 29 septembrie 1973 la Observatorul Palomar de Cornelis Johannes van Houten. 
Obiectul prezintă o orbită caracterizată de o semiaxă mare de 2,936349 UAi, o excentricitate de 0,11, o înclinație de 1,64793 ° în raport cu ecliptica.